# Roquefort-les-Pins
Roquefort-les-Pins – miejscowość i gmina we Francji, w regionie Prowansja-Alpy-Lazurowe Wybrzeże, w departamencie Alpy Nadmorskie.
Według danych na rok 1990 gminę zamieszkiwały 4714 osoby, a gęstość zaludnienia wynosiła 219 osób/km² (wśród 963 gmin regionu Prowansja-Alpy-W. Lazurowe Roquefort-les-Pins plasuje się na 141. miejscu pod względem liczby ludności, natomiast pod względem powierzchni na miejscu 467.).